# Древни олимпийски игри
Древните олимпийски игри са спортни игри, провеждани в чест на древногръцкия бог Зевс Олимпийски в светилището Олимпия (в Елида, Пелопонес).
Към края на 6 век пр.н.е. в Древна Гърция в рамките на религиозни празненства се провеждат много спортни фестивали – серии от атлетически състезания между представители на различните полиси. Главните четири са наричани „класически“: Олимпийските в Олимпия, Питийските в Делфи, Немейските в Немея и Истмийските до Коринт. Олимпийските игри са най-прочутите и най-бляскавите сред тях. Провеждат се на всеки четири години, между 6 август и 10 септември, и заемат толкова важно място в историята, че историците от Късната античност започват да изчисляват времето по периодите между тях – олимпиада. Първи това прави историкът Тимей от Таормина.
Според легендите игри са провеждани и преди 776 г. пр Хр. , но точно те се приемат за първа олимпиада, тъй като само за игри след тази дата съществуват исторически доказателства. На първите игри имало състезание по бягане на разстояние един стадий (192 м), или дължината на обиколката на стадиона, и е известен победителят Кореб, родом от Елида.
С идването на римляните през 2 в. пр. Хр. Олимпийските игри продължават да се провеждат, но постепенно загубват значението си, като няма консенсус кога са прекратени окончателно. Най-често се посочва 394 г., когато император Теодосий I забранява всички езически култове. Друга сочена дата е 426 г. когато следващият император, Теодосий II, заповядва всички гръцки храмове да бъдат разрушени.
За игрите се установява т.нар. Олимпийско примирие, така че атлетите да могат безопасно да пътуват от своите градове до игрите. Наградите за победителите са венци от маслинови листа. Игрите стават политическо средство, използвано от полисите да отстояват господството си над враговете. По време на игрите политиците обявяват политически съюзи, а по време на война жреците често правят жертвоприношения на боговете за победа. Игрите допринасят за разпространението на елинистическата култура в района на Средиземно море. Олимпийските игри са и религиозни празници. Статуята на Зевс в Олимпия е считана за едно от Седемте чудеса на античния свят. Скулптори и поети се събират на всяка олимпиада, за да показват своите произведения на изкуството на потенциални покровители.
На древните олимпийски игри има по-малко спортни дисциплини, отколкото на модерните и винаги се провеждат в Олимпия. В тях се състезават само свободнородени гръцки мъже, като могат да вземат участие представители на всеки полис, стига да са удовлетворили критерия за вход. Въпреки това е имало и победителки жени, собственички на колесници. Победителите в игрите са на голяма почит и техните подвизи са записвани за бъдещите поколения.

## Мит за произхода
Древните гърци обвързват олимпийските игри с митологията. Произходът им е приписван на боговете и има различни легенди кой всъщност ги е създал. Тези хипотези за произхода са почти невъзможни за разплитане, но все пак са се появили хронология и модели, които помагали на хората да разберат историята зад игрите.
Гръцкият историк Павзаний разказва за дактила Херакъл (не римския бог или синът на Зевс) и четирима от братята му, Пеонес, Епимед, Ясий и Идас, които се състезават в Олимпия, за да забавляват новородения Зевс, който коронясва победителя с маслинен венец (венецът по този начин се е превърнал в символ на мира). Това също обяснява четиригодишния интервал между игрите. Другите олимпийски богове също се занимавали със състезания по борба, скачане и бягане.
Друг мит за произхода на игрите е историята на Пелопс, местен олимпийски герой. Еномей, царят на Пиза в Гърция, имал дъщеря на име Хиподамея и според един оракул тя щяла да бъде убита от съпруга си. Затова той поставя условието, че всеки младеж, който иска да се ожени за дъщеря му, е длъжен да я откара с колесницата си, а Еномей ще ги последва в друга колесница и ако ги настигне, ще промуши с копие кандидата. Конете на колесницата на царя били подарък от Посейдон и били свръхестествено бързи. Дъщерята на царя се влюбила в мъж на име Пелопс. Преди състезанието Пелопс убедил колесничаря на Еномей – Миртил, да замени бронзовите мостови щифтове на царската колесница с восъчни. По време на състезанието восъкът се разтопил и царят паднал от колесницата си и умрял. След победата си Пелопс организирал състезания с колесници като благодарност към боговете и като погребални игри в чест на цар Еномей, за да бъде пречистен от смъртта му. Именно от това погребение, проведено в Олимпия, било вдъхновено началото на Олимпийските игри. Пелопс станал велик цар, местен герой и дал името си на полуостров Пелопонес.
Един по-късен мит, приписан на Пиндар, гласи, че фестивалът в Олимпия включва Херакъл, сина на Зевс. Според Пиндар, Херакъл е създал атлетически фестивал в чест на баща си Зевс, след като завършил дванадесетте си подвига.
Изводите, които произтичат от тези митове са, че гърците са вярвали, че игрите имат своите корени в религията, че атлетичното състезание е обвързано с култ към боговете, а възраждането на древните игри е имало за цел да донесе мир, хармония и завръщане към корените на гръцкия живот.

## История
В Древна Гърция са провеждани два основни ритуала – Олимпийските игри и Елевзинските мистерии.

### Предистория
Районите около Средиземно море имат дълга традиция на атлетични спортове. Древните египтяни и месопотамци изобразяват атлетични сцени в гробници на царе и благородници. Те обаче не провеждат състезания за народа, а с цел запазване на царете и горните класи. Минойската култура високо цени гимнастиката, като на стените на двореца са изобразени прескачане на бикове, преобръщане, бягане, борба и бокс. Микенците заимстват минойските игри, както и състезанията с колесници по време на религиозни или погребални церемонии. Героите на Омир участват в състезания за почитане на мъртвите. В Илиада има състезания с колесници, бокс, борба, състезания по ходене, както и фехтовка, стрелба с лък и хвърляне на копие. В Одисеята са добавени и дълъг скок и хвърляне на диск.

### Първи игри
Според Аристотел, годината на първите олимпийски игри е 776 пр. Хр., като тя е приета до голяма степен от повечето, макар и не от всички, следващи древни историци. Тя остава най-известната година и археологическите находки я потвърждават.

### Олимпийски календар
Историкът Ефор, живял през 4 в пр. Хр., е сред онези, които започват да употребяват периода между игрите за измерване на време, макар че редом с него в тази конкретна епоха обикновено се сочат и Хипия от Елида, Ератостен или дори Тимей.
Олимпийските игри се провеждат на интервал от четири години, а по-късно древните историци броят годините свързано с игрите, като се въвежда терминът „Олимпиада“ за периода между две игри. Преди това са се използвали местните системи за датиране на отделните полиси, което водело до объркване при опит да се определят точни дати. Например Диодор заявява, че е имало слънчево затъмнение през третата година от 113-та олимпиада, което трябва да е затъмнението от 316 г. пр. Хр. Така е определено, че 765 г. пр. Хр. е година на първата Олимпиада. Въпреки това сред учените продължават разногласията за това, кога са започнали игрите.

### Ранна история
Няколко групи се борят за контрола на светилището в Олимпия, а оттам и за игрите, като целта е престиж и политическо предимство. По-късно Павзаний пише, че през 668 г. пр Хр. Фидон от Аргос е упълномощен от Пиза да превземе светилището от Елида, което той направил и през тази година лично контролирал игрите. Следващата година Елида си възвърнала контрола.
В първите 200 години от съществуването на игрите те имат единствено регионално религиозно значение. В тях се състезават само елини, живеещи в близост до Олимпия. Това се доказва от доминирането на пелопонески атлети в списъците на победителите.
Олимпийските игри са едни от Панхеленските игри, четири различни фестивала, провеждани на всеки две или четири години така, че всяка година да има по едни игри. Олимпийските игри са по-важни и престижни от Питийските (в Делфи), Немейските (в Немея) и Истмийските игри (в Истмус).

### Имперски период
След като Рим завладява Гърция, олимпийските игри продължават. Събитието обаче намалява популярността си през годините преди управлението на Август. През този период римляните до голяма степен се концентрират върху вътрешни проблеми и обръщат по-малко внимание на провинциите. Фактът, че всички конни победители са от близките населени места и че има „оскъдни статуи на победители в Алтиса“ от този период, предполага, че игрите са малко пренебрегнати. През 86 г. пр. Хр. римският генерал Луций Корнелий Сула ограбва Олимпия и други гръцки съкровищници, за да финансира войските си. Той е единственият римлянин, който използва насилие срещу Олимпия. Сула е домакин на игрите през 80 г. пр Хр., които са проведени като празненство по случай неговите победи над Митридат. Предполага се, че единственото проведено състезание е надбягване (стадий), защото всички атлети са извикани в Рим.

### Август
При управлението на император Август олимпийските игри претърпяват възраждане. Преди да дойде напълно на власт, дясната ръка на Август, Марк Агрипа възстановява повредения храм на Зевс и в 12 г. пр. Хр. Август моли цар Ирод от Юдея да субсидира игрите. Въпреки че никой римлянин до тогава не е участвал в атлетическо състезание в Олимпия, през ранните години на управлението на Август някои от неговите сътрудници, включително бъдещият император Тиберий, спечелват конни състезания.
След като Август бил обявен за Бог от Сената след смъртта му, статуя с неговия образ била издигната в Олимпия. На следващи божествени императори също били издигнати статуи в свещения Алтис. Стадионът бил реновиран по негова заповед и гръцките атлети били субсидирани като цяло.

### Нерон
Едно от най-скандалните събития в Олимпийската история се е случило под управлението на император Нерон. Той желаел победа във всички състезания с колесници в Панхеленските игри в една година, затова наредил на четиримата главни домакина да проведат игрите си през 67 г. сл. Хр., а не през 65 г. както били планирани. В Олимпия той бил изхвърлен от колесницата си, но въпреки това бил обявен за победител въз основа на това, че щял да спечели, ако бил завършил състезанието. Нерон също се мислел за талантлив музикант, затова той добавя музика и пеене на тези състезания, на които липсват такива, включително в Олимпия. Въпреки ужасното му пеене, той печели всички състезания, като без съмнение причината е защото съдиите се страхуват да дадат победата на някой друг. След неговото убийство, олимпийските съдии трябвало да върнат дадените им подкупи и да обявят „Неронската Олимпиада“ за невалидна.

### Ново възраждане
През първата половина на втори век по време на управлението на филеленските императори Адриан и Антонин Пий настъпва нова и успешна фаза в историята на игрите. Олимпийските игри привличат голям брой зрители и състезатели, а славата на победителите се разпространява из цялата Римска империя. Този разцвет продължава през по-голямата част от втори век. За пореден път, философи, оратори, артисти, религиозни прозелити, певци и други изпълнители посещават фестивала на Зевс.

### Упадък
През трети век се наблюдава спад в популярността на игрите. Листа с победители на Секст Юлий Африкан приключва с олимпиадата през 217 г. сл. Хр. и няма оцелял текст от следващи автори, който да споменава по-късни олимпийски победители. Надпис, намерени при разкопки, показват, че игрите са продължили. До скоро последната сигурна информация за победител касае Публий Асклепиад от Коринт, който спечелил петобой през 214 г. сл. Хр. През 1994 г. е открита бронзова плоча, изписана с победителите в бойните спортове от континента и Мала Азия – доказателство, че международните олимпийски игри продължават поне до 385 г. сл. Хр.
Игрите продължават и след 385 г. но в този период наводнения и земетресения повреждат сградите и нашествията на варварите достигат Олимпия. Последните надеждни сведения за игри са при Теодосий I през 393 г., но има археологически находки за провеждане на игри и след това.През 394 г. сл. Хр. игрите били забранени с аргумента, че почитането на Зевс е омразна езическа практика.

## Местоположение
Олимпия се намира в долината на река Алфей, в западната част на п-в Пелопонес, днес на 18 км от Йонийско море, но може би в древността това разстояние е наполовина. Светилището, първоначално известно като Алтис, е бил неправилен четириъгълен район, повече от 180 м на всяка страна и ограден със стена навсякъде, освен на север, където бил ограничен от планината Кронос. Състояло се от неподредени сгради, най-важните от които били Храмът на Зевс, Храмът на Хера, Пелопионът и площта на големия олтар на Зевс, където са се правили най-големите жертвоприношения. Името Алтис произлязло от елейската дума „горичката“, защото районът е бил богат на дървета, главно маслини и чинари.
Ненаселено през останалата година, мястото ставало пренаселено повреме на игрите. Нямало е постоянни постройки, където да нощуват зрителите, които, богати или бедни, отсядали в палатки. Стари посетители си спомнят, че били тормозени от летните жеги и мухите, такъв проблем, че били правени жертвоприношения към Зевс, Отблъскващият мухите. Водоснабдяването и канализацията на обекта са окончателно подобрени в средата на втори век (след приблизително хиляда години).
Но Вие може да кажете, има някои неща, които са неприятни и обезпокоителни в живота. И няма ли такива в Олимпия? Не сте ли изгорени? Не сте ли притиснати от тълпата? Не сте ли без удобни средства за къпане? Не сте ли мокри, когато вали? Нямате ли изобилие от шум, врява и други неприятни неща? Но предполагам, че ако понасяте всички тези неща срещу величието на спектакъла, вие понасяте и издържате.
-Епиктет, 1 век

## Култура
Древните олимпийски игри са в еднаква степен и религиозен фестивал, и атлетическо състезание. Игрите се провеждат в чест на Зевс и в средния ден на игрите 100 вола се принасят в жертва на гръцкия бог.
След време Олимпия става централно място за почитане на боговете от гръцкия пантеон и на върха на планината е издигнат храм на Зевс, построен от гръцкия архитект Либон. Храмът е един от най-големите дорийски храмове в Гърция. Скулпторът Фидий създава статуя на Зевс от злато и слонова кост. Тя била висока приблизително 13 метра и била сложена на трон в храма. Тази статуя става едно от седемте чудеса на античния свят. Както историкът Страбон казва:
...славата на храма се запази... благодарение както на празничната асамблея, така и на олимпийските игри, в които наградата беше корона и които бяха считани за свещените, най-великите игри в света. Храмът беше украсен с многобройните си дарове, които били донесени от всички части на Гърция.
Културните събития са много важна част от игрите. Скулптори, поети, художници и други хора на изкуството идват на игрите, за да показват своите произведения, като така те се превръщат в художествено състезание. На поетите се възлагат задачи да пишат поеми, възхваляващи олимпийските победители. Такива победни песни са предавани от поколение на поколение и много от тях се задържат много по-дълго от всякакви други песни.
Пиер дьо Кубертен, един от основателите на модерните олимпийски игри, искал изцяло да повтори старите игри по всеки възможен начин. Неговата представа е артистично състезание, моделирано по образец на античните олимпийски игри и състоящо се на всеки четири години. Неговото желание се изпълнило на олимпийските игри, състояли се в Атина през 1896 г.

## Политика
Властта в Древна Гърция се съсредоточава в градовете-държави (полиси) през 8 век пр. Хр., които представляват самостоятелни политически единици. Полисите често се намират наблизо един до друг, което е източник на конкуренция за използване на ограничените ресурси. Макар че това поражда постоянни конфликти, полисите имат интерес да се занимават с търговия, да участват във военни съюзи и осъществяват културно взаимодействие. Така взаимоотношенията им са
дихотомични: от една страна, те разчитат на своите съседи за политически и военни съюзи, докато от друга страна, яростно се конкурират със същите съседи за жизненоважните ресурси. Олимпийските игри се раждат в този политически контекст и служат като място за мирно състезание между представителите на полисите.
Разпространението на гръцките колонии през 5 и 6 век пр. Хр. често се свързва с успешни олимпийски атлети. Например Павзаний разказва, че Кирена е основана около 630 г пр. Хр. от заселници от Тера със спартанска подкрепа, изразена като заем на трикратния олимпийски шампион Хионис. Притегателната сила на участието на олимпийски шампиони помага да се заселят колониите и да поддържат културните и политическите връзки с полисите близо до Олимпия. По този начин, елинската култура и игрите се разпространяват, докато превъзходството на Олимпия се запазва.
Игрите се изправят пред сериозно предизвикателство по време на Пелопонеските войни, които изправят Атина срещу Спарта, но в действителност засягат почти всеки елиниски полис. Олимпийските игри по това време се използват за обявяване на съюзи и принасяне на жертви на боговете за победа.
По време на олимпийските игри се спазва примирие или екехерия (ekecheiria). Трима бегачи вестители, известни като спондофори се изпращат от Елида до градовете-участници да обявят началото на примирието. По време на този период, на армиите е забранено да влизат в Олимпия. Правни спорове и смъртните наказания са забранени. Целта е да се позволи на атлетите и посетителите да пътуват безопасно до игрите.
Тукидид пише за ситуация, когато на спартанците им било забранено да присъстват на игрите и нарушителите на примирието били глобени с 2000 мина за нападението над град Лепреон през периода на екехерията. Спартанците оспорили глобата и заявили, че примирието все още не било утвърдено.
Докато примирието във военните действия се спазва от всички участващи полиси, на политическата сцена не липсват конфликти. Олимпийските игри се превръщат в най-влиятелната атлетическа и културна сцена в Гърция и вероятно в целия античен свят. Игрите стават място, на което полисите могат да се популяризират, като резултатът е политическа интрига и противоречия. Например, Павзаний, гръцки историк, обяснява случая със спортиста Сотадес: „на 99-ия фестивал Сотадес побеждава в дългото бягане като критянин, какъвто всъщност е наистина. Но на следващия фестивал се явява като представител на Ефес, подкупен за това от ефеския народ. За този си акт той е прогонен от критяните.“

## Организация
От 572 г. пр.н.е. елейците започнали да организират игрите. Избирали помежду си хеланодики (съдии). Известно време преди откриването на игрите се изпращали вестители (нар. спондофори) до всички гръцки градове. В чест на Зевс се сключвало свещено примирие, с което се гарантирало безопасното придвижване на всички участници и зрители до Олимпия, както и ненападението на Елида – града-организатор на състезанията. Непосредствено преди започването на игрите около светилището се образувал своеобразен град от палатките на участниците и зрителите. През първия ден се правели жертвоприношения. Участниците можело да бъдат само гърци, които са по рождение свободни и неосъждани, тъй като игрите са част от култа. Ето защо варварите, робите и осъдените нямали достъп до тях. Религиозно предписание забранява също така присъствието на жени. В първия ден от игрите се полагали олимпийски клетви. Тържественият ритуал се извършвал пред олтара на Зевс Хоркиос (покровител на клетвите). По този случай се принасял в жертва шопар, върху чиито четвъртини атлетите се заклевали да спазват правилата. Има сведения, че в противен случай хеланодиките налагали тежка глоба на нарушителя и той нямал право никога повече да участва.
Най-голям е разцветът на Олимпийските игри през класическата епоха, когато траят пет дни. Основните състезания са:
- бягане (стадий), което отначало е надбягване на спортисти, а по-късно с колесници;
- скачане, което се състояло в прескачането на някой трап или възвишение;
- хвърляне на диск или палет – тежък и кръгъл камък, изхвърлян на колкото се може по-голямо разстояние[14];
- двубой
- вид юмручен бой, бокс, наречен пугилат. При него двамата борци си слагали ръкавици от бакър и олово и започвали да се удрят докато един от тях не се предаде или издъхне.

През 708 г. пр.н.е. са въведени борба и пентатлон (дълъг скок, хвърляне на копие, хвърляне на диск, надбягване и борба).
От петте дни състезания, последният бил отреден за раздаване на наградите. Победителите били наричани олимпионики. След съобщаване на имената им пред събралата се огромна тълпа, те излизали напред, за да получат наградата си – олимпийския венец. Пиндар разказва, че той от дива маслина, изплетен от листата на свещеното дърво, което Херакъл донесъл от земята на хиперборейците.
За участниците в игрите нямало по-голяма чест от олимпийския венец, а и за зрителите това събитие представлявало огромен интерес. Също така наред с атлетите се явявали писатели, философи, оратори, художници, които се възползвали от многото събрали се хора, за да запознаят зрителите със своите произведения, да им дадат глас и известност. В крайна сметка тези общогръцки тържества представлявали за хората проява на солидарност, търпимост един към друг. През дните на игрите те се опознавали, забравяли различните интереси и съперничества.

## Спортове
Започвайки само с едно състезание по надбягване, програмата постепенно се увеличава до 23 спорта, макар че в една олимпиада участват не повече от 20. Участието в повечето спортове е разрешено само за мъже атлети, макар че има жени, на които е позволено да участват като собственички на коне за надпреварите по конен спорт. Спортовете за младежи започват от 632 г. пр. Хр. Познанията ни за провеждането на игрите идват главно от изображенията на атлети върху керамика, най-вече тези от архаичния и класическия период.
Състезателите имали достъп до две физкултурни зали за тренировъчни цели: Xystos за бегачите и петобойците и Tetragono за борците и боксьорите.
През по голямата част от историята им, при провеждането на състезанията по олимпийските спортове участниците са голи. Павзаний казва, че първият гол бегач е Орсип, победител в надпреварата на стадиона през 720 г. пр. Хр., който нарочно хвърлил дрехата си, защото бягането без нея било по-лесно.
Историкът от 5 век Тукидид приписва на спартанците обичая „публично събличане и намазване с олио за гимнастическите упражнения. Преди това атлетите, които се състезавали, носели колани на кръста; но от няколко години тази практика е прекратена“.

### Бягане
Единственото събитие, записано през първите 13 игри е било надбягване на разстояние стадий, спринт в права линия от малко над 192 м.
Диаулосът (бук „Двойна тръба“) или двустепенна надпревара, е въведен на 14-та олимпиада през 724 г. пр. Хр. Смята се, че състезателите са тичали по коридори, маркирани с вар или гипс до края на стадиона, след това са завивали обратно около отделни стълбове, наречени камптери, за да се върнат на стартовата линия. Ксенофан пише, че „победата при използването на бързината на крака се почита преди всичко“.
Трети вид състезание е долихосът („дълго състезание“), което било въведено на следващата олимпиада. Дистанцията на надпреварата е била от 20 до 24 обиколки на пистата, приблизително 7,5 до 9 км.
Последното състезание по бягане добавено към олимпийската програма е хоплитодромосът, въведено през 520 г. пр. Хр. и традиционно провеждано като последното състезание от игрите. Състезателите хоплити бягали единичен или двоен диаулос (приблизително 400 или 800 м), облечени в пълно военно снаряжение. Хоплитодромосът се основава на военна тактика на войниците, целяща да изненада врага.

### Борба
Борбата е въведена на 18-та олимпиада. За победа са били необходими 3 хвърляния. Хвърлянето се зачита, ако тялото, бедрото, гърбът или рамото (и евентуално коляното) докоснат земята. Ако паднат и двамата състезатели, нищо не се зачита. За разлика от съвременната си вариация, в гръко-римската борба е силно вероятно препъването да е било разрешено.
Юмручният бой или т.нар. пигмахия за първи път е въведен през 688 пр Хр. Правилата на бокса се приписват на първия олимпийски шампион Ономаст от Смирна. Удари в тялото не са били разрешени, или поне не са били практикувани. Спартанците, които твърдели, че са измислили бокса, бързо го изоставили и не участвали в тези състезания. Първоначално боксьорите носели хиаманти, дълги кожени ленти, които били увити около ръцете им.
Панкратионът е представен на 33-та олимпиада (648 г пр. Хр.) Панкратионът на момчетата се е превърнал в олимпийско събитие през 200 г пр. Хр., по време на 145ата олимпиада. Заедно с техники от бокса и борбата, атлетите използвали ритници, душене и хватки на земята. Въпреки че хапането и маменето били забранени, панкратионът се е смятал за по-малко опасен от бокса.
Това е било едно от най-популярните събития: Пиндар е написал 8 оди, възхваляващи победителите в панкратиона. Известно събитие в спорта е била предсмъртната победа на Архион от Фигалия, който „умря в момента, в който опонентът му се призна за победен“.

### Хвърляне на диск и копие
Хвърлянето на диск е подобно на съвременното. Намирани са дискове от камък и желязо, въпреки че най-често използваният материал изглежда, че е бил бронзът. Най-често срещаното тегло на един диск е 2 кг с диаметър от около 21 см, приблизително еквивалентно и на съвременния диск.
Състезателите по хвърляне на копие мятали оръжията си към щит, закрепен на прът, докато галопирали на кон – обичайна военна практика, документирана от историка Ксенофонт.

### Дълъг скок
При скока на дължина (алма), състезателите замахвали с двойка тежести, наречени алтери. Нямало е сценография; скачащите обикновено са използвали или сферични тежести от камък, издълбан да пасва в ръката, или по-дълги оловни тежести. Дискутира се дали скокът е бил изпълняван от стояща позиция или след затичване. Данните от събитието се основават на рисунки от вази, Хю Лий заключава, че вероятно е имало кратко засилване.

### Петобой
Петобоят е състезание, съставено от 5 компонента: тичане, дълъг скок, мятане на диск, мятане на копие и борба. Смята се, че петобоят се е появил за първи път на 18тата олимпиада през 708 г. пр. Хр. Състезанието било провеждано в един ден, но не се знае как е бил избиран победителят, или в какъв ред са се случвали спортовете, освен това, че състезанието е приключвало с борбата.

### Конни състезания
Конните състезания и надбягванията с колесници били най-престижните състезания в игрите, поради това, че само богатите могли да си позволят поддръжка и транспортирането на коне. Тези състезания били надпревара с колесници с четири коня, надпревара с колесници с два коня, надпревара с кон с ездач, като ездачът бива ръчно избиран от собственика на коня.
Състезанието с четири конни колесници е първото по конен спорт, което се появява в олимпийските игри през 680 г. пр. Хр. Включени били два коня, впрегнати с хомот в средата и два външни коня, свързани с въже. Двуконната колесница била въведена през 408 г. пр. Хр. Надпреварата на коня с ездач, от друга страна, била въведена през 648 г. пр. Хр. В това състезание, гърците не са използвали седла или стремена (стремената са били непознати в Европа до около 6 век сл. Хр.), така че те се нуждаели от добър захват и баланс.
Павзаний съобщава, че надпревара с каруци, теглени от чифт мулета, и състезание по надбягване в тръс са били въведени съответно на 17-те и 71-те игри, но и двете са били отменени чрез прокламация на 84-те игри. Състезанието с тръс е било за кобили и в последната част на трасето, ездачите скачили и тичали до кобилите.

## Олимпийски фестивали на други места
Атлетически фестивали под името „Олимпийски игри“, именувани като имитация на оригиналните в Олимпия, били установени през времето в различни места, из целия гръцки свят. Някои от тези само са ни познати от надписи и монети, но други, като олимпийският фестивал в Антиохия, станали доста известни. След като тези олимпийски фестивали били създадени на различни места, великият олимпийски фестивал понякога е документиран на надписи в Пиза.